# بين زد. غرانت
بين زد. غرانت هو محامي وقاضي وسياسي أمريكي، ولد في 25 أكتوبر 1939. نشط حزبياً في الحزب الديمقراطي. وقد انتخب عضو مجلس نواب تكساس ‏.